# Notre-Dame d'Afrique
De Notre-Dame d’Afrique (Onze-Lieve-Vrouw van Afrika) (ookwel, Sanctuaire de Notre-Dame-d'Afrique, Sanctuaire Marial National) is een rooms-katholieke kerk in Abidjan. Ze is min of meer gelijktijdig met de Sint-Pauluskathedraal ontworpen en gebouwd door Aldo Spirito.

## Geschiedenis
Tijdens zijn eerste bezoek aan Ivoorkust in 1980 zegende paus Johannes Paulus II de eerste stenen van de Sint-Pauluskathedraal en deze kerk. Het was op zijn suggestie dat de kerk haar huidige naam kreeg. De kerk werd in 1987 ingehuldigd door kardinaal Bernard Yago, aartsbisschop van Abidjan, in aanwezigheid van toenmalig president Félix Houphouët-Boigny.

## Locatie
De Notre-Dame d'Afrique ligt in het noorden van Abidjan. Het lijkt op "een vinger die naar de hemel wijst" of een "wachttoren aan de ingang van de stad", een verwijzing naar de traditionele verhalen over Maria. In de nacht functioneert het als "een wakend licht in de duisternis".
De kerk staat in een park waar zich ook een openluchtkapel en een modern abstract standbeeld van de heilige Maria bevinden. Voorts zijn er een crematorium en gebouwen met ondersteunende functies.

## Beschrijving

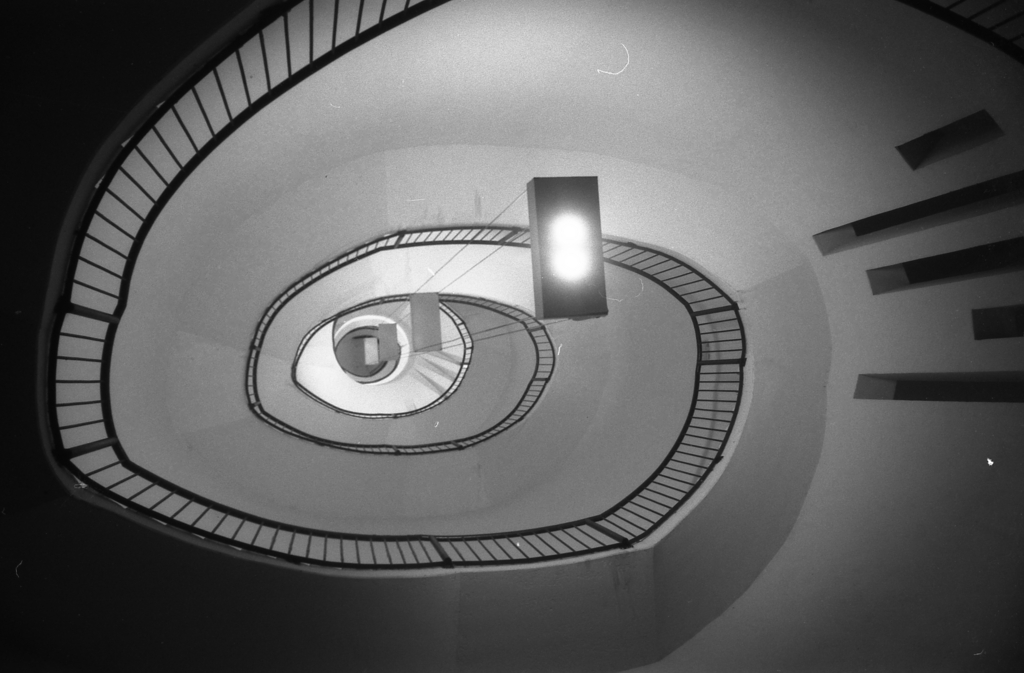
De klokkentoren van binnen gezien

Het plattegrond van de kerk is geïnspireerd op het huisje van de zeeslak Gibbula richardi, waarvan de vorm verandert met het gezichtspunt en waarmee het traditionele gebruik van vier muren verlaten wordt. Het gebouw bestaat uit twee spiraalvormige delen, gelegen rondom een as dat gevormd wordt door een 53 meter hoge kegelvormige betonnen klokkentoren. De oorspronkelijke klok, met een gewicht van een halve ton, is vervangen door een digitale klok.
De kerk biedt 800 zitplaatsen en heeft ook een ruimte voor kerkdiensten in de openlucht.
Evenals in de Sint-Pauluskathedraal hebben de glas-in-loodramen het profiel van een olifant, het nationale symbool van Ivoorkust. Ook het blauwe golvende dak komt terug, hier in spiraalvorm. Dit dak heeft een betonnen draagconstructie en de vorm van het geheel bevordert een natuurlijke ventilatie van het gebouw.